# Ménétréol-sous-Sancerre
Ménétréol-sous-Sancerre és un municipi francès, situat al departament de Cher i a la regió de Centre – Vall del Loira. L'any 2007 tenia 366 habitants.

## Demografia

### Població
El 2007 la població de fet de Ménétréol-sous-Sancerre era de 366 persones. Hi havia 175 famílies, de les quals 78 eren unipersonals (26 homes vivint sols i 52 dones vivint soles), 45 parelles sense fills, 30 parelles amb fills i 22 famílies monoparentals amb fills.
La població ha evolucionat segons el següent gràfic:
Habitants censats

### Habitatges
El 2007 hi havia 315 habitatges, 181 eren l'habitatge principal de la família, 73 eren segones residències i 61 estaven desocupats. 300 eren cases i 14 eren apartaments. Dels 181 habitatges principals, 135 estaven ocupats pels seus propietaris, 42 estaven llogats i ocupats pels llogaters i 5 estaven cedits a títol gratuït; 1 tenia una cambra, 20 en tenien dues, 43 en tenien tres, 52 en tenien quatre i 65 en tenien cinc o més. 94 habitatges disposaven pel capbaix d'una plaça de pàrquing. A 101 habitatges hi havia un automòbil i a 51 n'hi havia dos o més.

### Piràmide de població
La piràmide de població per edats i sexe el 2009 era:
| Homes | Edats   | Dones |
| ----- | ------- | ----- |
| 0     | 95 o +  | 0     |
| 0     | 90 a 94 | 0     |
| 8     | 85 a 89 | 12    |
| 12    | 80 a 84 | 8     |
| 8     | 75 a 79 | 20    |
| 8     | 70 a 74 | 0     |
| 12    | 65 a 69 | 4     |
| 4     | 60 a 64 | 12    |
| 12    | 55 a 59 | 8     |
| 4     | 50 a 54 | 20    |
| 16    | 45 a 49 | 8     |
| 12    | 40 a 44 | 12    |
| 28    | 35 a 39 | 8     |
| 4     | 30 a 34 | 20    |
| 8     | 25 a 29 | 20    |
| 4     | 20 a 24 | 4     |
| 8     | 15 a 19 | 0     |
| 12    | 10 a 14 | 0     |
| 16    | 5 a 9   | 12    |
| 20    | 0 a 4   | 8     |

## Economia
El 2007 la població en edat de treballar era de 218 persones, 158 eren actives i 60 eren inactives. De les 158 persones actives 143 estaven ocupades (79 homes i 64 dones) i 16 estaven aturades (7 homes i 9 dones). De les 60 persones inactives 22 estaven jubilades, 16 estaven estudiant i 22 estaven classificades com a «altres inactius».

### Ingressos
El 2009 a Ménétréol-sous-Sancerre hi havia 176 unitats fiscals que integraven 346,5 persones, la mediana anual d'ingressos fiscals per persona era de 16.848 €.

### Activitats econòmiques
Dels 17 establiments que hi havia el 2007, 1 era d'una empresa extractiva, 1 d'una empresa alimentària, 1 d'una empresa de fabricació d'altres productes industrials, 1 d'una empresa de construcció, 4 d'empreses de comerç i reparació d'automòbils, 3 d'empreses d'hostatgeria i restauració, 1 d'una empresa d'informació i comunicació, 2 d'empreses immobiliàries, 2 d'empreses de serveis i 1 d'una empresa classificada com a «altres activitats de serveis».
Dels 3 establiments de servei als particulars que hi havia el 2009, 1 era una perruqueria i 2 restaurants.
L'únic establiment comercial que hi havia el 2009 era una fleca.
L'any 2000 a Ménétréol-sous-Sancerre hi havia 12 explotacions agrícoles que ocupaven un total de 455 hectàrees.

## Equipaments sanitaris i escolars
El 2009 hi havia una escola elemental integrada dins d'un grup escolar amb les comunes properes formant una escola dispersa.

## Poblacions més properes
El següent diagrama mostra les poblacions més properes.